# Saint-Martin-de-Vaulserre
Saint-Martin-de-Vaulserre är en kommun i departementet Isère i regionen Auvergne-Rhône-Alpes i sydöstra Frankrike. Kommunen ligger i kantonen Le Pont-de-Beauvoisin som tillhör arrondissementet La Tour-du-Pin. År 2022 hade Saint-Martin-de-Vaulserre 241 invånare.

## Befolkningsutveckling
Antalet invånare i kommunen Saint-Martin-de-Vaulserre
Referens:INSEE